# Sparganiaceae
Sparganium es el nombre de un taxón ubicado en la categoría taxonómica de género, que en sistemas de clasificación como el del APG II del 2003 es el único género de la familia Sparganiaceae, siendo en otros sistemas de clasificación como el de Judd et al. (2007), el del APWeb, el de Kubitzki (1998) y el más moderno APG III (2009), un género de la familia Typhaceae sensu lato, en este caso compartiendo la familia con su género hermano Typha, por lo que se podría decir que en la actualidad la familia Sparganiaceae fue abandonada. El taxón está formado por hierbas perennes acuáticas emergentes rizomatosas, con hojas dísticas bifaciales (en su hábito muy parecidas a las totoras), con cabezas globosas unisexuales por inflorescencias (las cabezas masculinas arriba, las femeninas abajo), de numerosas flores diminutas polinizadas por viento. Distribuidas en todo el mundo.

## Descripción
Introducción teórica en Terminología descriptiva de las plantas
Hierbas perennes, monoicas, emergentes acuáticas, de tallo rizomatoso.
Hojas bifaciales, dísticas, envainadoras, simples, sin dividir, planas, elongadas y delgadas, de venación paralela.
Inflorescencia compuesta, de cabezas globosas bracteadas y unisexuales, las cabezas masculinas arriba, las femeninas debajo.

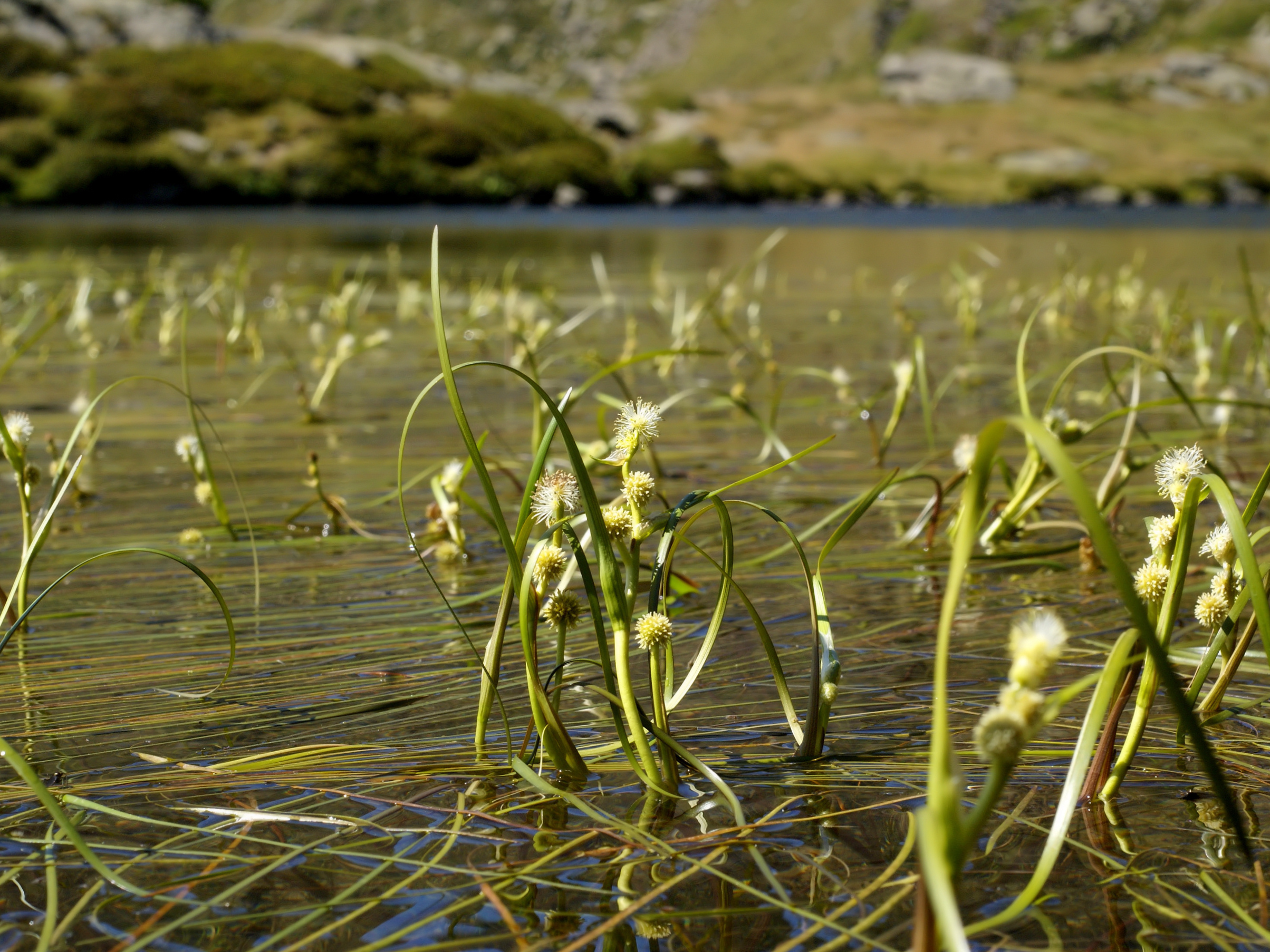
Hábito de Sparganium angustifolium.
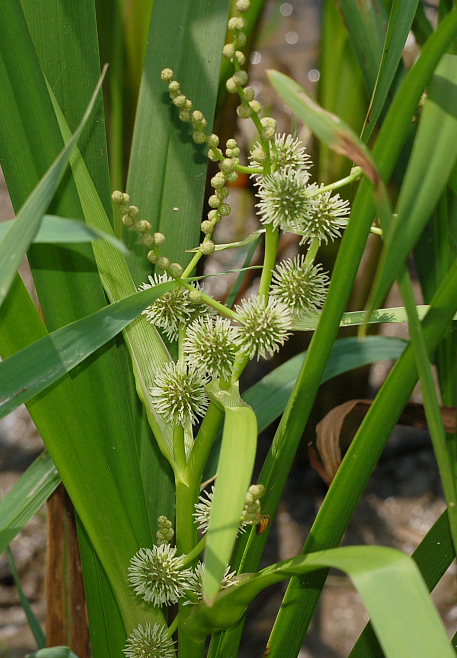
Detalle de hojas e inflorescencias de Sparganium.
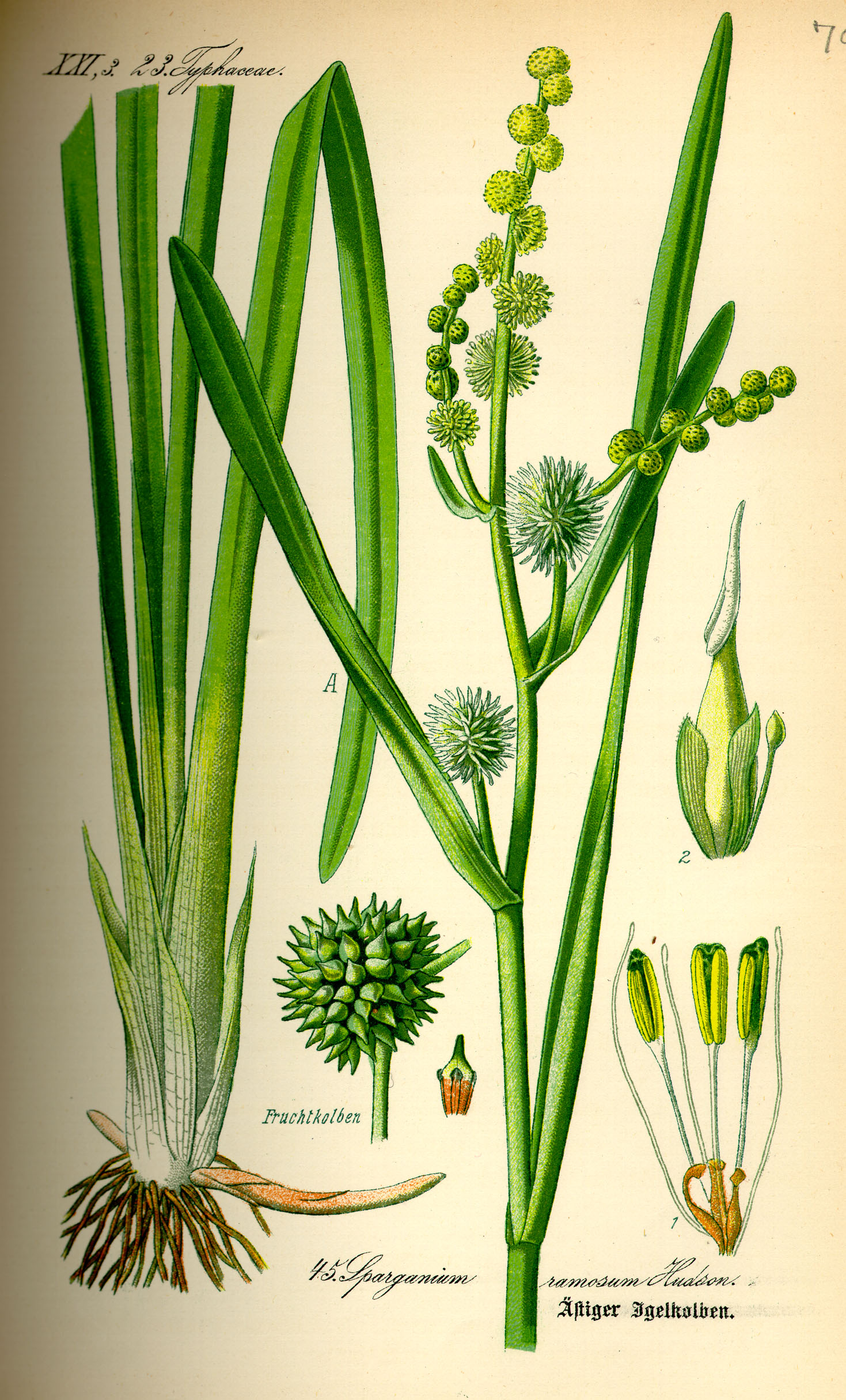
Ilustración de Sparganium erectum.

Flores pequeñas, unisexuales, actinomórficas, sésiles, las flores femeninas hipóginas.
El perianto es aparentemente bracteado en las flores femeninas, los tépalos como escamas son 1-6 en flores masculinas, 3-4 (raramente 2-5) en las femeninas. 
Los estambres son 1-8, antitépalos (dispuestos opuestos a los tépalos), separados o conados basalmente.
El gineceo es de 1 solo carpelo o de 2-3 carpelos conados (a su vez con 1 o 2-3 lóculos), con un ovario súpero. La placentación es apical, los óvulos son anátropos, bitégmicos, 1 por carpelo.
No hay nectarios.
El fruto es seco y como una drupa con un perianto persistente y el estilo también persistente.
Las semillas son endospermadas.

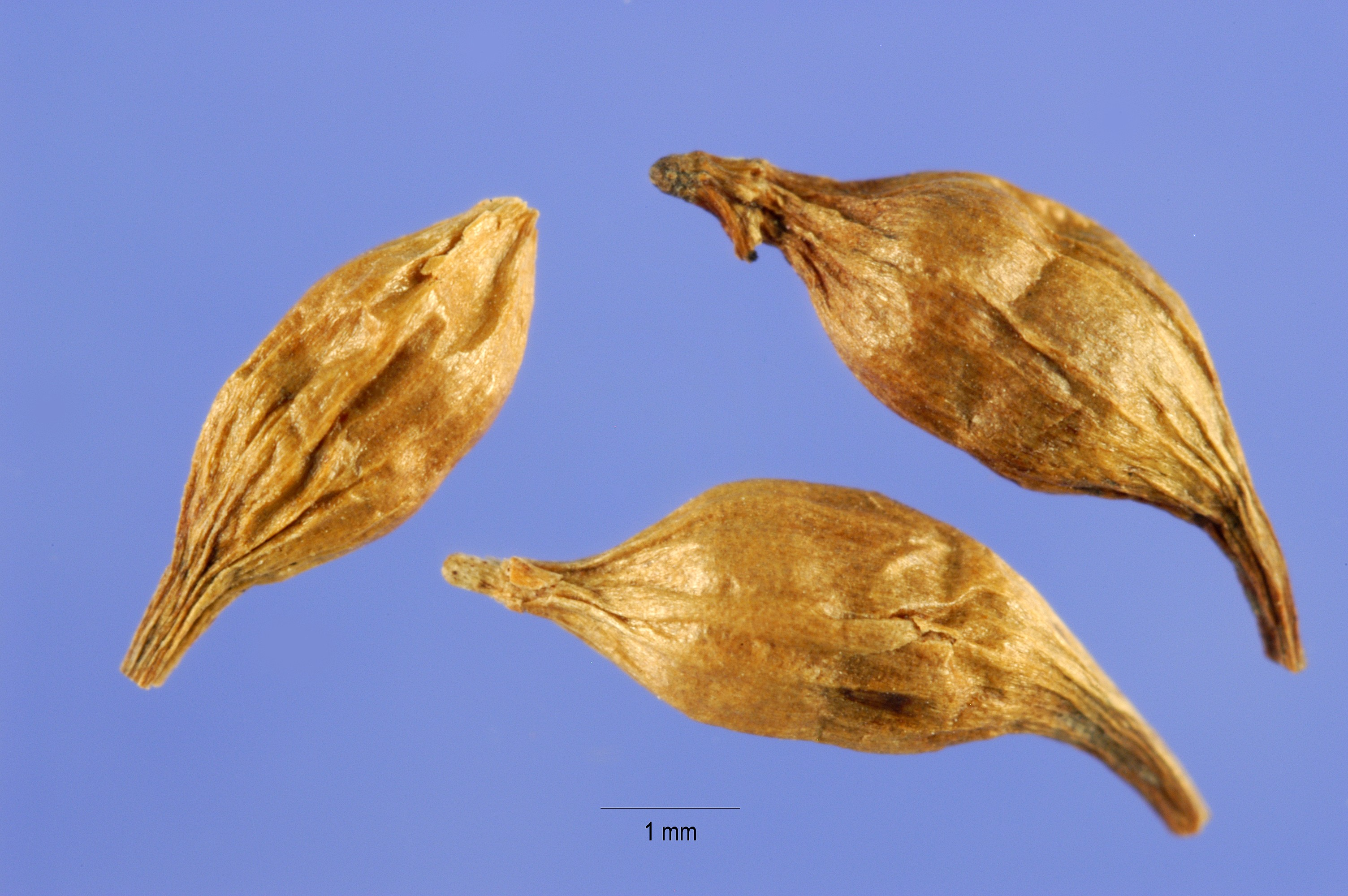
Frutos de Sparganium angustifolium.

## Ecología
Distribuidos principalmente en regiones templadas a frías del Hemisferio Norte.
Las diminutas flores de Sparganium son polinizadas por viento.

## Taxonomía
Introducción teórica en Taxonomía
Véase también Filogenia
La familia no fue reconocida por el APG III (2009), que asigna el único género a la familia Typhaceae sensu lato.. La familia sí había sido reconocida por el APG II (2003) que la separaba de Typhaceae sensu stricto.
El nombre científico del género es Sparganium L., Sp. Pl.: 971 (1753).
La lista de especies, conjuntamente con su publicación válida y su distribución, según el Royal Botanic Gardens, Kew (visitado en enero de 2009):
- Sparganium americanum Nutt., Gen. N. Amer. Pl. 2: 203 (1818). C. y E. Canadá a C. y E. U.S.A., México (Durango).
- Sparganium amplexicaulium D.Yu, Bull. Bot. Res., Harbin 12: 257 (1992).Interior de Mongolia.
- Sparganium androcladum (Engelm.) Morong, Bull. Torrey Bot. Club 15: 78 (1888). SE. de Canadá a C. y E. de U.S.A.
- Sparganium angustifolium Michx., Fl. Bor.-Amer. 2: 189 (1803). Zonas templadas del Hemisferio Norte.
- Sparganium arcuscaulis D.Yu & G.T.Yang, Bull. Bot. Res., Harbin 11(1): 37 (1991). NE. dee China (Heilongjiang).
- Sparganium choui D.Yu, Bull. Bot. Res., Harbin 12: 257 (1992). Interior de Mongolia.
- Sparganium emersum Rehmann, Verh. Naturf. Vereins Brünn 10: 80 (1871 publ. 1872). Zonas templadas del Hemisferio Norte
- Sparganium × englerianum Graebn. en P.F.A.Ascherson & K.O.R.Graebner, Syn. Mitteleur. Fl. 1: 287 (1897). S. emersum × S. erectum subsp. neglectum. Europa.
- Sparganium erectum L., Sp. Pl.: 971 (1753). Zonas templadas del Hemisferio Norte al N. de África.
- Sparganium erectum subsp. erectum.Europa a Siberia, Medit. a Irán.
- Sparganium erectum subsp. microcarpum (Neuman) Domin, Preslia 13-15: 53 (1935). Europa a C. de Asia.
- Sparganium erectum subsp. neglectum (Beeby) K.Richt., Pl. Eur. 1: 10 (1890). Europa a Irán, N. de África.
- Sparganium erectum nothosubsp. oocarpum (Celak.) Domin, Preslia 13-15: 53 (1935). S. erectum × S. erctum subsp. neglectum. Europa al Cáucaso.
- Sparganium erectum subsp. stoloniferum (Buch.-Ham. ex Graebn.) H.Hara, J. Jap. Bot. 51: 228 (1976). Asia templada al Himalaya, O. de Canadá a O. de U.S.A.
- Sparganium eurycarpum Engelm. in A.Gray, Manual, ed. 5: 481 (1867). Lejano Este de Rusia a Japón, Norte de América a México (Baja California).
- Sparganium eurycarpum subsp. coreanum (H.Lév.) C.D.K.Cook & M.S.Nicholls, Bot. Helv. 97: 28 (1987).Lejano Este de Rusia a Corea, N. y C. de Japón.
- Sparganium eurycarpum subsp. eurycarpum. N. de América a México (Baja California).
- Sparganium fallax Graebn. en H.G.A.Engler (ed.), Pflanzenr., IV, 10: 15 (1900). E. de Himalaya a Japón, Sumatera, Nueva Guinea.
- Sparganium glomeratum (Laest. ex Beurl.) Neuman en C.J.Hartman, Handb. Skand. Fl., ed. 12: 111 (1889). N. de Europa a Japón, Canadá a NC. de U.S.A.
- Sparganium gramineum Georgi, Bemerk. Reise 1: 232 (1775). E. de Noruega a N. y C. Japón.
- Sparganium hyperboreum Laest. ex Beurl., Öfvers. Kongl. Vetensk.-Akad. Förh. 9: 192 (1853). S. de Alps, Subarctic a Canadá.
- Sparganium japonicum Rothert in B.A.Fedchenko, Fl. Asiat. Ross. 1: 26 (1913). Primorye a Japón.
- Sparganium kawakamii H.Hara, J. Jap. Bot. 14: 53 (1938). Sajalín a Isla Kuril.
- Sparganium × longifolium Turcz. ex Ledeb., Bull. Soc. Imp. Naturalistes Moscou 1838: 103 (1838). S. emersum × S. gramineum. NE. de Europa a Siberia.
- Sparganium manshuricum D.Yu, Bull. Bot. Res., Harbin 12: 255 (1992). NE. de China (Heilongjiang).
- Sparganium multiporcatum D.Yu, Bull. Bot. Res., Harbin 11(2): 20 (1991). NE. de China (Heilongjiang).
- Sparganium natans L., Sp. Pl.: 971 (1753). Zonas templadas del Hemisferio Norte.
- Sparganium × oligocarpon Ångstr., Bot. Not. 1853: 149 (1853). S. emersum × S. natans. N. de Europa a Siberia.
- Sparganium probatovae Tzvelev, Novosti Sist. Vyssh. Rast. 21: 235 (1984). ? S. emersum × S. hyperboreum. NE. de Kamchatka.
- Sparganium rothertii Tzvelev, Novosti Sist. Vyssh. Rast. 21: 234 (1984). Siberia a Japón.
- Sparganium × speirocephalum Neuman in C.J.Hartman, Handb. Skand. Fl., ed. 12: 109 (1889). S. angustifolium × S. gramineum. N. y NE. Europa.
- Sparganium × splendens Meinsh., Bull. Acad. Imp. Sci. Saint-Pétersbourg 36: 32 (1895). S. angustifolium × S. emersum. E. de Europa.
- Sparganium subglobosum Morong, Bull. Torrey Bot. Club 15: 81 (1888). Lejano Este de Rusia a Nansei-shoto y Assam, Nueva Guinea a Nueva Zelanda.
- Sparganium tenuicaule D.Yu & L.H.Liu, Bull. Bot. Res., Harbin 11(2): 19 (1991). NE. de China (Heilongjiang).

## Importancia económica
No poseen importancia económica significativa.